# Montserrat Puche Díaz
Montserrat Puche Díaz (Madrid, 22 de maig de 1970) és una exjugadora d'handbol espanyola que va jugar al BM Sagunt i en la selecció espanyola. Actualment entrena l'Handbol Morvedre de Sagunt en la categoria juvenil femenina
Va competir en els Jocs Olímpics d'Estiu de 1992 a Barcelona, on l'equip espanyol es va classificar setè. També va competir en els Jocs Olímpics d'Estiu de 2004 a Atenes, on l'equip espanyol va arribar als quarts de final i es va classificar sisè en el torneig. L'any 2003 va ser nomenada segona millor jugadora del món. Ha disputat 196 partits amb el combinat estatal, marcant 736 gols.
El juliol de 2007 va fitxar per l'Akaba Bera Bera procedent de l'Astroc Sagunt. Anteriorment va militar al Mar València, club amb el qual va aconseguir la Copa d'Europa el 1997 i a l'Elda Prestigio, on s'hi va estar una sola temporada.
La seva trajectòria com a entrenadora va començar el 2015 quan va agafar les regnes del Super Amara Bera Bera amb el qual va aconseguir set títols nacionals en tres temporades: tres Lligues, una Copa de la Reina i tres Supercopes. La temporada 2018 - 2019 va entrenar l'Handbol Castelló en la Lliga Guerreres Iberdrola, descendint a la DHPF aquella mateixa temporada.